# (1801) Titicaca
(1801) Titicaca – planetoida z pasa głównego planetoid okrążająca Słońce w ciągu 5 lat i 90 dni w średniej odległości 3,02 au Została odkryta 23 września 1952 roku w obserwatorium w przez Miguela Itzigsohna. Nazwa planetoidy pochodzi od jeziora Titicaca w Peru i Boliwii. Przed nadaniem nazwy planetoida nosiła oznaczenie tymczasowe (1801) 1952 SP1.